# Vita fusa
| Recensione | Giudizio |
| ---------- | -------- |
| Newsic     | 7,15/10  |
| Ondarock   | 5/10     |
| Rockol     | 6/10     |

Vita fusa è il quarto album in studio del duo musicale italiano Coma Cose, pubblicato il 7 marzo 2025 con doppia etichetta Asian Fake e Warner Music Italy.

## Tracce
1. Quando ti ho conosciuto – 3:00
2. Cuoricini – 3:14
3. Due gatti a Milano – 2:52
4. Canzone chill – 3:40
5. Malavita – 2:46
6. Posti vuoti – 3:16
7. Honolulu – 2:56
8. Salici – 3:55
9. G.O.O.D.B.Y.E. – 3:05

Traccia bonus della riedizione digitale
1. La gelosia – 3:12

## Classifiche
| Classifica (2025) | Posizione massima |
| ----------------- | ----------------- |
| Italia            | 5                 |